# Reforma protestante en Suecia

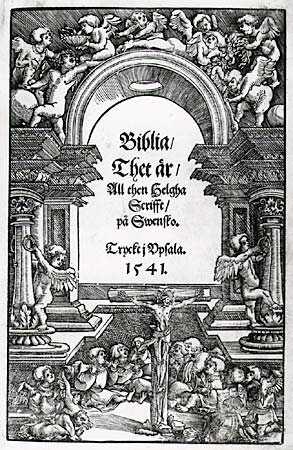
Portada de la primera traducción completa de la Biblia al sueco en 1541, conocida como la Biblia de Gustavo Vasa

En general, se considera que la Reforma en Suecia comenzó en 1527 durante el reinado del rey Gustavo I de Suecia, pero el proceso fue lento y no se decidió definitivamente hasta el Sínodo de Uppsala de 1593, tras un intento de Contrarreforma durante el reinado de Juan III (1568-1592).
La Reforma sueca provocó la ruptura de la Iglesia de Suecia con la Iglesia Católica Romana. Se considera que marcó el final de la Edad Media sueca. La Reforma hizo que tanto Suecia como Finlandia se convirtieran en países protestantes, ya que esta última formaba parte integral de Suecia en ese momento.

## Antecedentes
El arzobispo católico de Suecia Gustaf Trolle (con el apoyo del Papa León X ) estaba en conflicto con el regente Sten Sture el Joven y el parlamento de Suecia, el Riksdag (la demolición del castillo Almare-Stäket del arzobispo por el parlamento en 1518). Trolle estaba a favor de la unión (la Unión de Kalmar) y fue aliado de Christian II, que realizó una conquista unionista de Suecia en el otoño de 1520. Trolle fue reinstalado como arzobispo y se llevó a cabo el Baño de Sangre de Estocolmo. Juicios celebrados en Estocolmo entre el 7 y el 9 de noviembre de 1520 que desembocaron en una serie de ejecuciones inmediatas de 84 personas, entre ellas catorce nobles, tres burgomaestres, catorce concejales de la ciudad y unos veinte ciudadanos comunes de Estocolmo que luego fueron ahorcados o decapitados; muchos de ellos eran diputados. Como telón de fondo, el Papa concedió por escrito a Trolle el derecho de excomulgar al parlamento de la Iglesia Católica (y ejecutar a sus componentes por herejes) y se anunció un entredicho (prohibición de asistir a la iglesia) contra ellos, según la ley canónica.   
Trolle pronto se vio obligado a huir a Dinamarca en 1521 durante la Guerra de Liberación sueca, donde Gustavo Vasa llegó al poder en Suecia con el parlamento excomulgado. Trolle se unió entonces al bando perdedor de  Christian II, donde Federico I de Dinamarca y más tarde Christian III de Dinamarca tomaron el poder con la misma mala relación con el Papa (quien se aferró obstinadamente a Christian II y Trolle). A pesar de la posición de Trolle y de su apoyo por parte del Papa, Gustavo Vasa se negó a reconocerle como arzobispo y lo rechazó por traidor. La presión de Roma fue un factor que contribuyó a que Gustavo Vasa nunca restableciera la relación con el Vaticano, iniciara la Reforma y adoptara el protestantismo en Suecia.
Sin embargo, el Papa tampoco se dio por vencido. Su sucesor como arzobispo, Johannes Magnus, no estuvo en Suecia (se fue a Roma). Suecia estaba controlada políticamente y militarmente en su totalidad por el parlamento excomulgado con Gustavo Vasa al frente. Como el entredicho se aplicaba en principio a toda Suecia (y Dinamarca), la Iglesia católica se  negó a autorizar el régimen en Suecia (y Dinamarca). Desde la perspectiva del Parlamento y de Gustavo Vasa (así como de Federico I/Cristiano III), era necesario resolver el problema de una Iglesia levantada contra el Estado. El luteranismo ofrecía una alternativa: una Iglesia que funcionara bajo el control del Estado. La situación en Dinamarca era en gran medida la misma y la Reforma en Dinamarca, Noruega y Holstein se inició por motivos similares a los de Suecia.

## Historia
La Reforma se inició por varias razones. Entre ellas, destacan una organización poco práctica, el estancamiento de la Iglesia católica, la voluntad de independizarse de Roma y las necesidades financieras del Estado, así como nuevas ideas.

### 1526–1536

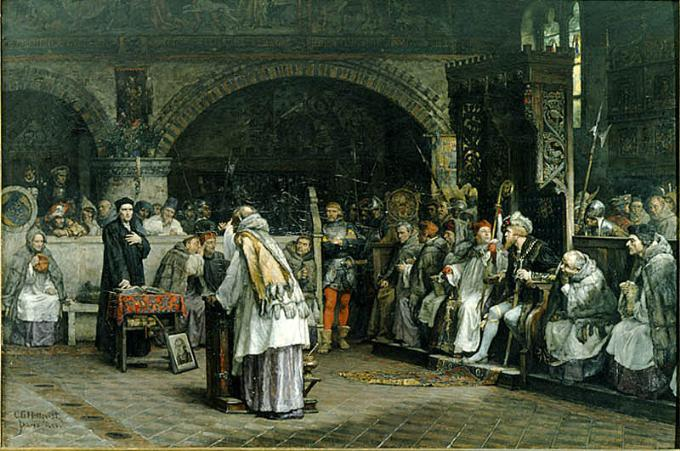
Disputa entre Olaus Petri y Peder Galle

En 1523, el rey Gustavo I de Suecia conoció al reformador Laurentius Andreae y se dejó influir por el protestantismo; al año siguiente, rompió los contactos oficiales con Roma. Andreae presentó al rey al sacerdote reformador Olaus Petri, que fue nombrado predicador en la catedral de Estocolmo. En 1525, el sacerdote real Olaus Petri se casó, lo que demostraba el consentimiento del rey para abolir el celibato sacerdotal y allanaba el camino para romper con la prohibición de la Iglesia católica de que los sacerdotes se casaran.En 1526 se publicó el Nuevo Testamento en sueco. En el invierno de 1526, el rey se ofreció a organizar un coloquio entre Olaus Petri y el profesor católico Peder Galle. Galle se negó alegando que los asuntos eclesiásticos no estaban abiertos a discusión.
En el Riksdag de Västerås de 1527, conocido como el «Riksdag de la Reforma», los Estados acordaron una serie de exigencias hacia la reforma: 
1. Otorgar al rey el mandato de confiscar los bienes eclesiásticos,
2. Que todos los cargos eclesiásticos fueran ilegales sin el consentimiento real, poniendo de hecho a la Iglesia bajo control real,
3. Que el clero quedara sometido a la ley secular y, por último,
4. Que solo se enseñaran las palabras de la Biblia en los sermones de iglesias y escuelas (eliminando de hecho todas las doctrinas católicas).

A este le siguió la Reducción de Gustavo I de Suecia, en la que se satisfacían las exigencias económicas del monarca: se confiscaron los bienes de la Iglesia católica, lo que supuso la erradicación de su independencia económica respecto a la corona, de modo que el clero pasó a depender económicamente de esta. Paralelamente a la prohibición de aceptar nuevos novicios y de que los conventos impidieran la salida de sus miembros, este acto supuso indirectamente la supresión de los monasterios, que perdieron así su base económica. 
A la reforma económica le siguió el cumplimiento de las exigencias teológicas a través del Sínodo de Örebro de 1529, en el que se desaconsejaron (aunque no se prohibieron tajantemente) rituales católicos como la veneración de los santos y las peregrinaciones, y se describieron como prácticas que la Iglesia ya no consideraba parte de la religión. Además, los sermones de sacerdotes y monjes fueron sometidos al control de la corona (y no del Vaticano) para garantizar que se basaran únicamente en las palabras de la Biblia (y no en las doctrinas de la Iglesia católica), lo que inició un proceso de reforma de la práctica religiosa.  Ese mismo año se publicó un manual en sueco en el que se describía la forma correcta de celebrar bautizos, bodas, funerales y otros ritos religiosos.
En 1530, el rey abrió una brecha con Roma al nombrar a Laurentius Petri arzobispo de Upsala sin el consentimiento ni la confirmación papal.
Las tensiones religiosas dieron lugar a la infructuosa rebelión de la nobleza de Westrogothian y a las rebeliones de los campesinos de Dalecarlia en las décadas de 1520 y 1530, estas últimas intentando deponer al rey en favor del supuesto hijo de Christina Gyllenstierna.

### 1536–1560
Hasta 1536, la Reforma sueca se caracterizó esencialmente como catolicismo reformista. La ruptura definitiva entre Suecia y Roma se produjo con la abolición del derecho canónico en 1536, tras el Sínodo de Upsala. Toda la Iglesia sueca quedó así independiente de Roma. Entre 1539 y 1543, el rey recibió la influencia de Conrad von Pyhy y la Reforma sueca se realizó siguiendo un patrón alemán.
En 1541 se tradujo la Biblia al sueco y, en 1543, el Nuevo Testamento al finés, lo que supuso una gran contribución al desarrollo de ambas lenguas.
Durante la década de 1540, las tensiones religiosas desembocaron en la Guerra de Dacke campesina, que tampoco logró derrotar a la monarquía.
Durante el "Parlamento de Sucesión" en Västerås de 1544, se introdujeron reformas teológicas radicales. Los estados aceptaron una serie de principios reformadores y modificaron algunos aspectos de la práctica ritual, como la eliminación del agua bendita, el incienso y la adoración de los santos. También suprimieron las misas de réquiem y muchos días santos.

### 1560–1568
La consolidación de la Reforma continuó bajo el reinado de Erico XIV de Suecia, que subió al trono en 1560. Al principio, no impuso una rígida uniformidad doctrinal, sino que reconoció la autoridad sobre la Iglesia y admitió a un número considerable de hugonotes calvinistas en su reino. Sin embargo, la Iglesia sueca rechazó el calvinismo en el Sínodo de Estocolmo de 1565.

### 1568–1592

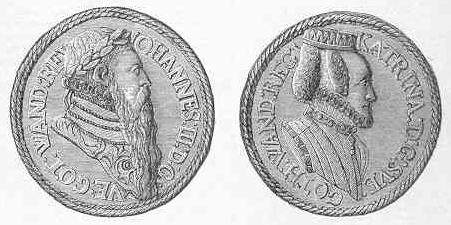
Monedas conmemorativas. El rey Juan III de Suecia y la reina Catalina Jagellón intentaron introducir una Contrarreforma.

El reinado de Juan III de Suecia entre 1568 y 1592 supuso un acercamiento a la  Contrarreforma en Suecia, inspirada por la esposa católica del rey, la reina  Catalina Jagellón, que actuó como mediadora en las negociaciones del rey con el papa en Roma para las condiciones en las que Suecia estaría dispuesta a volver al catolicismo.
Juan III se inclinó por el catolicismo reformado y sugirió a Roma que, en caso de restauración católica, se permitiera a Suecia mantener el matrimonio para el clero, el uso de la lengua sueca durante el servicio religioso, la comunión bajo las dos especies y una teología basada en los padres de la Iglesia y no en las doctrinas del Concilio de Trento.
Paralelamente, la Iglesia sueca introdujo la Ordenanza Eclesiástica Sueca de 1571 (aceptada al año siguiente), que establecía una doctrina eclesiástica sueca. Sin embargo, el rey añadió a la nueva ordenanza eclesiástica protestante elementos de tendencia católica: la Nova Ordinantia de 1575 y su propia doctrina eclesiástica, el Röda boken (Libro Rojo), de 1576, dos adiciones que introdujeron una postura intermedia entre el catolicismo y el protestantismo, y reintrodujeron muchas costumbres católicas. Las adiciones del rey al ordenamiento eclesiástico no fueron seguidas en toda Suecia, en particular no en el ducado perteneciente a su hermano calvinista Carlos, así como en otros lugares donde había oposición entre el clero. Estas doctrinas contradictorias dieron lugar a una larga lucha litúrgica entre católicos y protestantes, y a una escisión entre el rey y la Iglesia.
Juan III y la reina también llevaron a cabo otros actos polémicos de tendencia católica que demostraban su intención: en 1575, el rey devolvió a la Abadía de Vadstena el derecho ilimitado a recibir novicios, que había sido reformado de acuerdo con el Concilio de Trento por el jesuita legado papal Antonio Possevino. Durante el concilio, su abadesa, Katarina Gylta prestó el Juramento Tridentino, y se celebró en la abadía la primera misa solemne católica desde la Reforma. En la capital, Laurentius Nicolai fundó el seminario católico Collegium regium Stockholmense.
Los esfuerzos contrarreformistas contribuyeron a crear tensiones en relación con el encarcelado Erico XIV, que llegó a convertirse en un símbolo del protestantismo en prisión. Durante su encarcelamiento, se produjeron tres grandes conspiraciones para deponer a Juan III: la Conspiración de 1569, la Conspiración de Mornay y la Conspiración de 1576, entre las cuales, al menos la última, estuvo fuertemente influida por consideraciones religiosas.
Las negociaciones entre la pareja real y el Vaticano no llegaron a buen puerto. Roma no estaba dispuesta a aceptar el catolicismo reformado a cambio de la Contrarreforma y el movimiento en Suecia decayó tras la muerte de Catalina, seguida del nuevo matrimonio del rey con la protestante Gunilla Bielke.

### 1592–1600
La unión personal de Suecia con Polonia bajo el católico Segismundo III Wasa, entre 1592 y 1598, provocó un enfrentamiento final entre catolicismo y protestantismo en el reino.
Las tensiones desembocaron finalmente en el Sínodo de Uppsala de 1593, en el que se adoptó el protestantismo conforme a la Confesión de Augsburgo como religión de Estado. El catolicismo debía abandonarse, la Iglesia sueca debía volver a las doctrinas de la Ordenanza de la Iglesia sueca de 1571 y debían eliminarse de ella la Nova Ordinantia de 1575 y el Röda boken (Libro rojo) de 1576. La supresión de los monasterios se completó con el cierre de la abadía de Vadstena en 1595.
Los protestantes se unieron bajo el mando del tío del rey, el duque Carlos, contra el católico Segismundo y, con ello, contra la unión polaco-sueca y el catolicismo, lo que dio lugar a la guerra contra Segismundo en 1598. La guerra terminó con la derrota de Segismundo y, por ende, del catolicismo en Suecia, y la ejecución de sus seguidores, en el baño de sangre de Linköping en 1600.